# Boeing NC-135
Die Boeing NC-135 und NKC-135 sind spezielle Versionen der Boeing C-135 „Stratolifter“ und der Boeing KC-135 „Stratotanker“, die für verschiedene Programme modifiziert wurden.

## Geschichte

### Readiness Program
Zur Unterstützung des US-Test-Bereitschaftsprogramms, das als Reaktion auf den Limited Test Ban Treaty (LTBT) von 1963 initiiert wurde, konfigurierten die Sandia National Laboratories drei NC-135-Flugzeuge als fliegende Labors, um atmosphärische Tests von Atomwaffen zu unterstützen. Diese Flugzeuge waren auf der Kirtland Air Force Base stationiert. Die Arbeit wurde im Jahr 1963 begonnen und das Flugzeug blieb bis 1976 in Dienst, hauptsächlich für die Sandia National Laboratories, das Los Alamos National Laboratory und das Lawrence Livermore National Laboratory. Die Atomic Energy Commission (AEC) behielt die Aufsicht über das NC-135 Flugversuchsflugzeug. Nach 1976 flog das Flugzeug für Air Force Weapons Laboratory.

### Luftgestützte Astronomiemissionen
Während der Flugsimulationen für das Test Readiness Program erkannten die den NC-135-Flugzeugen zugeteilten Wissenschaftsteams, dass ihre Fluglabore effektiv genutzt werden könnten, um Sonnenfinsternisse sowie in die Atmosphäre eindringende kosmische Strahlen und die Auswirkungen von Magnetfeldern in der Ionosphäre zu untersuchen. Programmwissenschaftler ersuchten die AEC, ein Programm innerhalb eines Programms zuzulassen, um das Flugzeug für solche wissenschaftliche Forschung zu nutzen. Die Petition wurde genehmigt, und die Forschung wurde bis 1975 fortgesetzt.
Die erste Sonnenfinsternis-Mission fand 1965 vom Pago Pago International Airport statt. Zusammen mit mehreren anderen Forschungsflugzeugen gelang es einer der NC-135, innerhalb der Sonnenfinsternis-Totalität für 160 Sekunden zu fliegen und wertvolle wissenschaftliche Daten zu liefern. Sonnenfinsternis Missionen wurden auch in den Jahren 1970, 1972, 1973, 1979 und 1980 geflogen.

### Big Crow

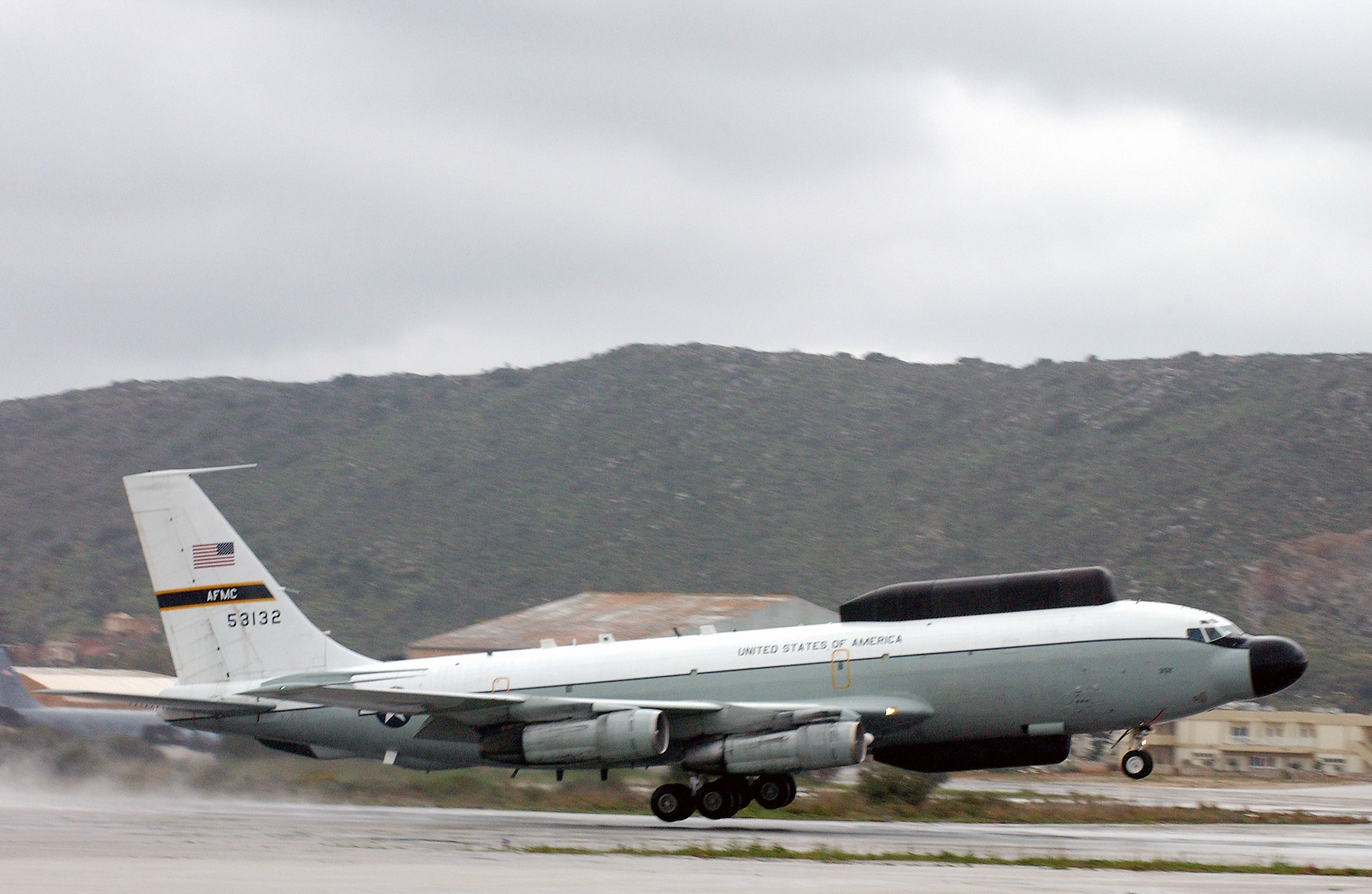
Flugzeug USAF NKC-135 „Big Crow“ ECM startet

Big Crow ist die Bezeichnung der beiden Testflugzeuge NKC-135 (55-3132 und 63-8050), die für elektronische Kriegsführung stark modifiziert wurden. Diese Flugzeuge wurden auch als Zielsimulator für Flugversuche mit dem Boeing YAL-1 Airborne Laser verwendet. Am 15. März 2007 schoss der YAL-1 diesen Laser erfolgreich im Flug und traf sein Ziel. Das Ziel war das Testflugzeug NKC-135E Big Crow 1, das speziell mit einem „Schild“-Ziel am Rumpf modifiziert wurde. Der Test bestätigte die Fähigkeit des Systems, ein luftgestütztes Ziel zu verfolgen und atmosphärische Verzerrungen zu messen und zu kompensieren.
Die „Big Crow“-Flugzeuge wurden auch als Telemetrie-Übermittler in Verbindung mit den Western Launch and Test Range Starts von Vandenberg Air Force Base in Kalifornien verwendet.
Seit 2008 sind die 55-3132 und 63-8050 im ausgemustert, und auf der AMARG (Davis-Monthan AFB), Tucson, AZ eingelagert.

### Andere Versionen

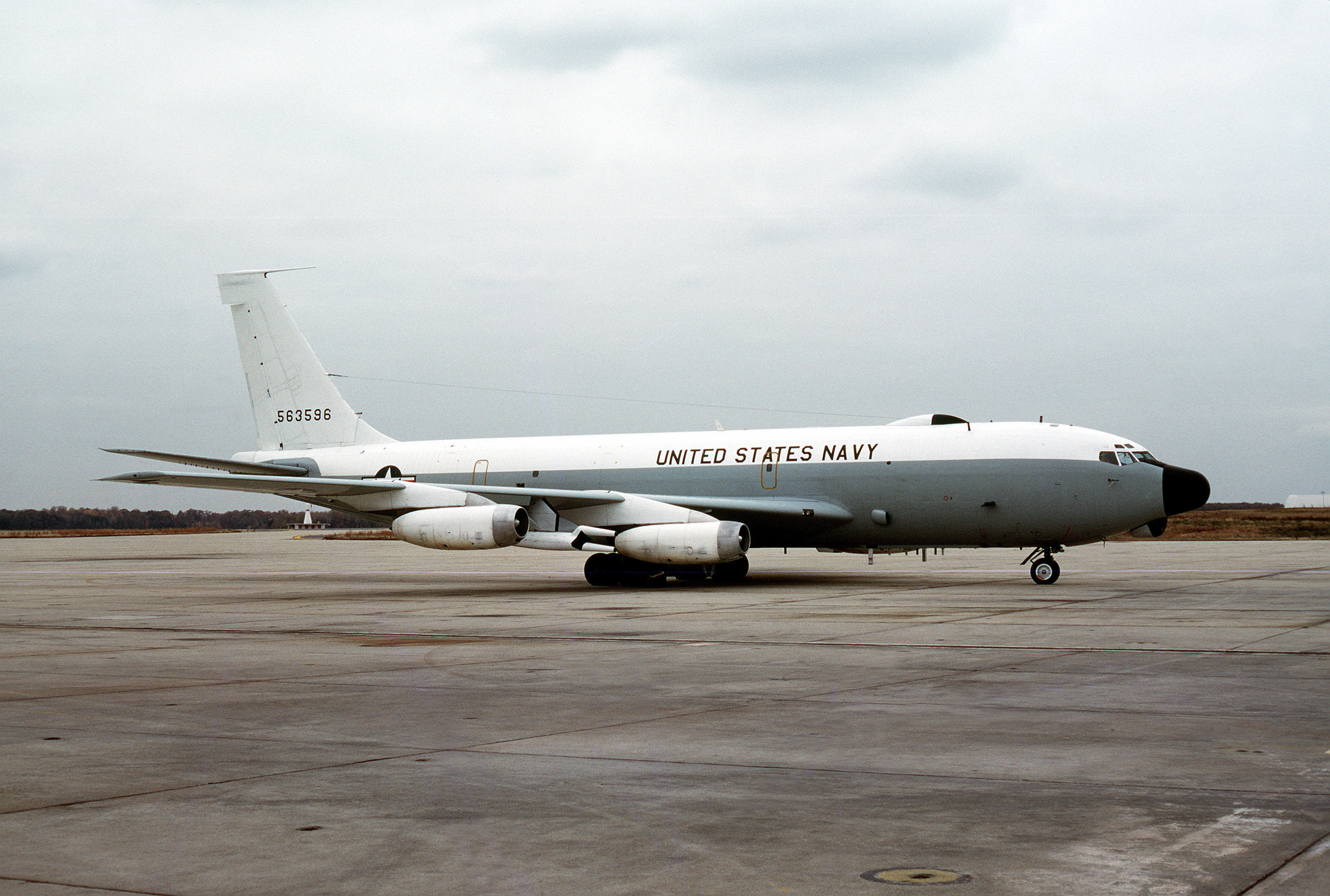
NKC-135A der US Navy’s Fleet Electronic Warfare Systems Group

Ein Flugzeug, mit der Seriennummer 61-2666, wurde zu einer NC-135W modifiziert, um Systeme und Ausrüstung zu testen, die bei RC-135V und W Rivet Joint Aufklärungsflugzeugen verwendet werden.
Von 1975 bis 1984 verwendeten die USA einen NKC-135 für sein Airborne Laser Lab-Programm. Das modifizierte NKC-135A trug einen 10,6 Mikrometer Kohlendioxid-Laser. Die Tests umfassten das erfolgreiche Abfangen von kleinen Luft-Luft-Raketen (wie dem AIM-9 Sidewinder) und von Drohnen. Trotz des Kampfpotentials des Systems wurde es streng experimentell gehalten. Die Scud-Bedrohung während des Zweiten Golfkriegs ließ jedoch das Interesse an einem luftgestützten Lasersystem neu entfachen, was zur Boeing YAL-1 führte.
Die 55-3123 – ursprünglich als KC-135A gebaut – wurde zum NKC-135 Airborne Laser Lab umgebaut und ist seit 1984 im National Museum of the United States Air Force in Dayton, Ohio, ausgestellt. Im August 2011 wurde es aus dem Air Park des Museums entfernt, um Platz für die Lockheed C-5 des Museums zu schaffen. Das Flugzeug ist derzeit eingelagert.

## Nutzer
Vereinigte Staaten
- United States Air Force
- United States Navy

## Technische Daten
| Kenngröße             | Daten |
| --------------------- | --- |
| Typ                   | Versuchsflugzeug / Aufklärungsflugzeug                                                                           |
| Länge                 | 41,53 m |
| Spannweite            | 39,88 m |
| Flügelfläche          | 226 m² |
| Höhe                  | 12,70 m |
| Leermasse             | 44.663 kg |
| max. Startmasse       | 146.000 kg |
| Höchstgeschwindigkeit | 933 km/h |
| max. Flughöhe         | 15.200 m |
| max. Reichweite       | 5550 km |
| Steigrate             | 1490 m/min |
| Antrieb               | 4 × (R/T) CFM-International-Triebwerke CFM-56 Turbofan, 96 kN Schub pro Triebwerk oder 80 kN in alter Ausführung |